# Tour de France 2005/18. Etappe
Die Strecke der 18. Etappe der Tour de France 2005 betrug 189 Kilometer und führte von Albi nach Mende. Die Strecke durch den südwestlichen Teil des Zentralmassivs war geprägt von zahlreichen Hügeln und schmalen Straßen. Das Ziel lag nicht in Mende selbst, sondern auf der Start- und Landebahn des Flugplatzes oberhalb der Stadt; die Fahrer mussten zum Schluss einen fünf Kilometer langen und bis zu 14 % steilen Anstieg bewältigen.
Das Rennen verlief ähnlich wie am Vortag. Nach zahlreichen erfolglosen Ausreißversuchen konnte sich bei Kilometer 50 eine Gruppe mit zehn Fahrern absetzen. Keiner dieser Fahrer stellte für die Spitze des Gesamtklassements eine Gefahr dar; 25 Kilometer vor dem Ziel betrug der Vorsprung bereits mehr als eine Viertelstunde.
Im Anstieg zur zweitletzten Bergwertung, der Côte de Chabrits, versuchte Carlos Da Cruz, sich aus der Spitzengruppe zu lösen. Er hatte zwischenzeitlich einen Vorsprung von 20 Sekunden, wurde aber noch vor der Passhöhe wieder eingeholt. Am Stadtrand von Mende lagen Axel Merckx, Cédric Vasseur und Marcos Serrano einige Sekunden voraus. Im steilen Anstieg hinauf zum Flugplatz schüttelte Serrano seine letzten Begleiter ab und wurde auch auf dem kurzen Flachstück vor dem Ziel nicht mehr eingeholt.
Serrano war schon im Ziel angekommen, als die Führenden im Gesamtklassement den letzten Anstieg erreichten. Erneut kam es zu einem Kampf um jede Sekunde. Michael Rasmussen konnte das Tempodiktat von Ivan Basso nicht mehr mithalten und fiel zurück. Einzig Lance Armstrong, Cadel Evans und Jan Ullrich vermochten Basso zu folgen.

## Zwischensprints
1. Zwischensprint in Villefranche-d’Albigeois (13 km)
| Erster  | Johan Vansummeren, 6 P. und 6 s   |
| Zweiter | Alexander Winokurow, 4 P. und 4 s |
| Dritter | Christophe Moreau, 2 P. und 2 s   |

2. Zwischensprint in Le Massegros (138 km)
| Erster  | Carlos Da Cruz, 6 P. und 6 s  |
| Zweiter | Xabier Zandio, 4 P. und 4 s   |
| Dritter | Thomas Voeckler, 2 P. und 2 s |

## Bergwertungen
Côte de la Béssède Kategorie 4 (53 km)
| Erster  | Xabier Zandio, 3 P.    |
| Zweiter | Matthias Kessler, 2 P. |
| Dritter | Axel Merckx, 2 P.      |

Côte de Raujolles Kategorie 3 (99 km)
| Erster  | Carlos Da Cruz, 4 P. |
| Zweiter | Axel Merckx, 3 P.    |
| Dritter | Luke Roberts, 2 P.   |
| Vierter | Cédric Vasseur, 1 P. |

Côte de Boyne Kategorie 2 (159,5 km)
| Erster   | Carlos Da Cruz, 10 P.  |
| Zweiter  | Matthias Kessler, 9 P. |
| Dritter  | Xabier Zandio, 8 P.    |
| Vierter  | Marcos Serrano, 7 P.   |
| Fünfter  | Cédric Vasseur, 6 P.   |
| Sechster | Luke Roberts, 5 P.     |

Côte de Chabrits Kategorie 3 (180 km)
| Erster  | Axel Merckx, 4 P.     |
| Zweiter | Thomas Voeckler, 3 P. |
| Dritter | Marcos Serrano, 2 P.  |
| Vierter | Xabier Zandio, 1 P.   |

Côte de la Croix Neuve Kategorie 2 (187,5 km)
| Erster   | Marcos Serrano, 20 P.    |
| Zweiter  | Axel Merckx, 18 P.       |
| Dritter  | Cédric Vasseur, 16 P.    |
| Vierter  | Franco Pellizotti, 14 P. |
| Fünfter  | Xabier Zandio, 12 P.     |
| Sechster | Thomas Voeckler, 10 P.   |